# Coswig (Sachsen)
Coswig, ibland skrivet Coswig (Sachsen) för att skilja staden från staden Coswig (Anhalt) som ligger 130 km åt nordväst, är en stad belägen vid floden Elbe i den nordvästra delen av Dresdens storstadsområde i östra Tyskland. Administrativt är staden en Grosse Kreisstadt och utgör en del av Landkreis Meissen i förbundslandet Sachsen. Staden har cirka 21 000 invånare.